# Nick Kent
Nick Kent (Londres, 24 de diciembre de 1951) es un músico, escritor y crítico musical británico.

## Biografía y carrera
Kent, hijo de un ingeniero de sonido de los estudios Abbey Road, comenzó su carrera como escritor a los 21 años en 1972, inspirado en Jack Kerouac y Hunter S. Thompson. El talento para escribir de Kent era evidente incluso en la universidad cuando, después de analizar Ulises de James Joyce, se le recomendó solicitar un estudio de inglés adicional. Sin embargo, tras abandonar dos universidades, comenzó a hacerse un nombre como crítico musical en la escena underground de Londres.
Junto con sus contemporáneos, como Paul Morley, Charles Shaar Murray, Paul Rambali y Danny Baker, Kent es considerado como uno de los periodistas musicales más importantes e influyentes del Reino Unido en los años 1970. Escribió para la publicación musical británica New Musical Express, trasladándose a The Face más adelante en su carrera. La escritura de Kent cubre predominantemente las vidas y el estilo de los músicos de rock and roll. Su prosa está llena de imágenes de autodestrucción y compasión, que exploran la realidad de ser un artista a fines del siglo XX. Kent es autor de dos libros: The Dark Stuff, una colección de su periodismo y Apathy for the Devil: A 1970s Memoir, que es un relato autobiográfico de su vida y experiencias en la década de 1970, publicado en marzo de 2010.
A mediados de los años 1970, Kent tocó la guitarra con una encarnación temprana de los Sex Pistols y actuó brevemente con miembros de la banda punk London SS bajo el nombre de The Subterraneans. Brian James, músico que integró la banda The Damned, afirmó lo siguiente en relación con Kent: "Nick es un gran guitarrista, toca como Keith Richards. Siempre está tratando de formar una banda, pero no puede hacerlo. Nervios, supongo. Es una pena, porque le encanta el rock and roll y es un gran tipo".

## Plano personal
En 1974 Kent sostuvo una relación con Chrissie Hynde, cantante de la agrupación The Pretenders. Durante la década de 1970, Kent tuvo una fuerte adicción a la heroína.
Actualmente reside en París con su esposa (la periodista Laurence Romance) y contribuye con artículos escritos para la prensa francesa y británica, destacando su colaboración ocasional con The Guardian. Es el padre del músico y DJ James Kent, más conocido como Perturbator.

## Libros
- The Dark Stuff: Selected Writings on Rock Music – con prefacio de Iggy Pop (1994)
- Apathy for the Devil: A Seventies Memoir (2010)